# Diradius erba
Diradius erba is een insectensoort uit de familie Teratembiidae, die tot de orde webspinners (Embioptera) behoort. De soort komt voor in Argentinië.
Diradius erba is voor het eerst wetenschappelijk beschreven door Szumik in 1991.